# Giuliana Amici
Giuliana Amici (Forlì, 24 febbraio 1952) è un'allenatrice di atletica leggera e giavellottista italiana, attualmente attiva nelle categorie master, prima donna italiana ad aver superato i 50 m nel lancio del giavellotto nel 1971.

## Biografia
Prese parte a due edizioni dei campionati europei di atletica leggera (1974 e 1978), ma in entrambi i casi non superò i lanci di qualificazione. È stata nove volte campionessa italiana assoluta del lancio del giavellotto dal 1970 al 1978. Ha anche infranto per ben undici volte il record italiano di questa specialità, arrivando a lanciare 56,72 m il 2 luglio 1977. Questo record rimase imbattuto per quasi due mesi: il 30 agosto dello stesso anno, infatti, Fausta Quintavalla lanciò 58,98 m. In occasione dei Campionati Italiani Assoluti a Roma del 26 luglio 1978 vinse col suo miglior risultato di sempre di metri 58.72.
Dopo aver concluso la sua carriera agonistica, continua a praticare l'atletica leggera nelle categorie master e nel contempo è allenatrice specialista del lancio del giavellotto, dapprima per l'Edera Atletica Forlì e dal 2015 per l'Atletica 85 Faenza. Nel 2015 fonda insieme ad altri suoi atleti la Libertas Atletica Forlì. Tra gli atleti da lei seguiti si trovano Luca Franco, Andrea Bartolini, Elisa Cortesi e Francesco bertozzi . A oggi 2023 la Libertas é una squadra in grande crescita grazia soprattutto a lei.

## Record nazionali
- Lancio del giavellotto[2]:
  - 48,00 m ( Colombes, 11 settembre 1970)
  - 48,36 m ( Forlì, 16 maggio 1971)
  - 51,48 m ( Modena, 2 giugno 1971)
  - 51,52 m ( Padova, 26 settembre 1971)
  - 52,92 m ( Bologna, 8 aprile 1972)
  - 53,18 m ( Forlì, 6 luglio 1972)
  - 53,18 m (      Roma, 31 luglio 1974)
  - 53,44 m ( Jesolo, 27 giugno 1976)
  - 54,90 m (       Palermo, 16 settembre 1976)
  - 55,66 m ( Palermo, 16 settembre 1976)
  - 56,26 m ( Ravenna, 2 luglio 1977)

## Palmarès
| Anno | Manifestazione     | Sede  | Evento                 | Risultato     | Prestazione | Note |
| ---- | ------------------ | ----- | ---------------------- | ------------- | ----------- | ---- |
| 1974 | Campionati europei | Roma  | Lancio del giavellotto | elim. qualif. | 48,72 m     |      |
| 1978 | Campionati europei | Praga | Lancio del giavellotto | elim. qualif. | 52,66 m     |      |

## Campionati nazionali
- 9 volte campionessa italiana assoluta del lancio del giavellotto[3] (dal 1970 al 1978)

1970
- Oro ai campionati italiani assoluti di atletica leggera, lancio del giavellotto - 44,02 m

1971
- Oro ai campionati italiani assoluti di atletica leggera, lancio del giavellotto - 50,12 m

1972
- Oro ai campionati italiani assoluti di atletica leggera, lancio del giavellotto - 46,90 m

1973
- Oro ai campionati italiani assoluti di atletica leggera, lancio del giavellotto - 45,62 m

1974
- Oro ai campionati italiani assoluti di atletica leggera, lancio del giavellotto - 53,18 m

1975
- Oro ai campionati italiani assoluti di atletica leggera, lancio del giavellotto - 48,04 m

1976
- Oro ai campionati italiani assoluti di atletica leggera, lancio del giavellotto - 52,14 m

1977
- Oro ai campionati italiani assoluti di atletica leggera, lancio del giavellotto - 54,40 m

1978
- Oro ai campionati italiani assoluti di atletica leggera, lancio del giavellotto - 58,72 m